# 酒井牧場
有限会社酒井牧場（さかいぼくじょう）は、北海道浦河郡浦河町にある競走馬の生産牧場。
1940年開場。1961年の東京優駿（日本ダービー）優勝馬ハクシヨウ、同年の優駿牝馬（オークス）優勝馬チトセホープ、1987年に牝馬二冠を制したマックスビューティ、1993年のエリザベス女王杯優勝馬で後にダート路線で活躍したホクトベガなど数々の活躍馬を生産している。

## 経歴
牧場経営者の酒井家は1912年に福井県から北海道浦河町に入植した。入植1世の酒井徳松が1921年に農林省からの購買官に馬の斡旋を行ったのが馬産に関わるきっかけとなり、1925年ごろには様似町で馬宿の経営を行っていた。1926年には2世の酒井幸一がトロッターの生産、育成を始め、アラブの導入を経て1940年に様似から浦河町向別に移りサラブレッド生産を開始した。
牧場初期の基礎となったのは俗に小岩井牝馬と呼ばれる繁殖牝馬の1頭・アストニシメントからの流れを汲む牝馬フォーランで、太平洋戦争を経て牝駒エベレストが4度のレコード勝利を含む13勝を挙げた。さらにエベレストは母として天皇賞（春）2着馬ウゲツ、京都杯を勝ち牧場に初の重賞勝利をもたらしたヨドザクラ、目黒記念の勝ち馬エドヒメ、そして初のクラシックをもたらしたオークス優勝馬チトセホープといった活躍馬を続々と産み、酒井牧場を名門へと押し上げた。さらにチトセホープがオークスに勝った翌週には、当時400万円という高額でイギリスから輸入した牝馬グレースフルアイヴィの仔・ハクショウが日本ダービーに優勝し、酒井牧場は生産馬でオークス、ダービー連覇という快挙を達成した。その後もエベレスト系、輸入牝馬いずれもから数々の活躍馬が生まれた。
1975年、酒井公平が幸一の後を継いだが、それに先立ち幸一が導入したロアー（リボーの全妹）、ブライトサンシャイン、シャークスキンという3頭の繁殖牝馬の仔が全く活躍せず、億単位の損害となり、以後牧場は一時低迷期に入った。しかし1987年、マックスビューティが桜花賞とオークスを制し、牧場に26年ぶりのクラシックをもたらす。1993年には引退したマックスビューティの初仔・マックスジョリーと、同期生産馬のホクトベガが牝馬三冠路線を賑わせ、前者が春二冠でともに3着と善戦、後者が三冠最終戦のエリザベス女王杯に優勝した。ホクトベガは一時低迷の後にダート競走に活路を見出し、ここで改めて活躍し「砂の女王」とも称された。ホクトベガはシャークスキンの曾孫であった。
マックスジョリーとホクトベガが活躍した1993年、公平はマックスビューティを牧場の新たな基礎牝馬とすべく、同馬をアイルランドに送り同地の一流種牡馬と交配させる方針を採った。しかし3年間の種付けで後継となる牝馬は産まれず、最終的に残った牝駒はマックスジョリーのみとなった。1997年4月3日、アラブ首長国連邦で行われるドバイワールドカップに臨んだホクトベガが競走中の事故により死亡。さらに同月22日にはマックスジョリーも初仔出産の際の事故により死亡した。
以後は再びGI競走の優勝から遠ざかっているが、2014年にはマックスジョリーが唯一残した産駒ビューティソングの仔・ココロノアイが重賞に勝利している。

## 主な生産馬
※馬名太字は牧場所有馬。
八大競走・GI級競走優勝馬
- チトセホープ（1961年優駿牝馬）
- ハクショウ（1961年東京優駿など重賞2勝）
- マックスビューティ（1987年桜花賞、優駿牝馬など重賞5勝）
- ホクトベガ（1993年エリザベス女王杯など重賞13勝）

その他重賞競走優勝馬
- ヨドザクラ（1957年京都杯）
- エドヒメ（1959年目黒記念・秋）
- タマクイン（1967年関屋記念、毎日王冠）
- ハクエイホウ（1969年日本短波賞、クモハタ記念）
- ハクホオショウ（1972年カブトヤマ記念 1973年安田記念、札幌記念、オールカマー）
- マンジュデンカブト（1992年ブリーダーズゴールドカップ）
- ビーナスライン（2006年函館スプリントステークス）
- ココロノアイ（2014年アルテミスステークス　2015年チューリップ賞）
- ダイアトニック（2019年・2022年スワンステークス、2020年函館スプリントステークス、2022年阪急杯、阪神カップ）
- ジャスティンロック（2021年京都2歳ステークス）
- ボヌールバローズ（2023年楠賞）

その他の馬
- エベレスト（13勝。ウゲツ、ヨドサクラ、エドヒメ、チトセホープの母）
- ウゲツ（1956年天皇賞・春2着）
- モンテオーカン（9勝。モンテプリンス、モンテファストの母）
- マックスジョリー（1993年桜花賞3着、優駿牝馬3着）
- アッミラーレ（6勝。ハッピースプリントの父）